# Thomas Hayes (Schauspieler)
Thomas Hayes (* 1997) ist ein britisch-norwegischer Schauspieler und Musikproduzent. Erste Bekanntheit erlangte er durch seine Rolle als William in der Jugendserie Skam. Als Musiker tritt er unter dem Namen HAYES auf.

## Leben
Hayes hat britische und norwegische Vorfahren und stammt aus der Kommune Asker. Dort besuchte er die weiterführende Schule, als er im Jahr 2015 begann, die Rolle des William Magnussen in der Jugendserie Skam zu übernehmen. Er gab nach zwei Staffeln im Jahr 2016 seinen Ausstieg aus der Serie bekannt. Nach seiner Zeit bei der Serie spielte er in der 2017 erschienenen Thriller-Serie Elven – Fluss aus der Kälte mit. Im Jahr 2018 spielte er die Hauptrolle in der Mockumentary-Serie Han heter ikke William (deutsch Er heißt nicht William), in der Hayes sich selbst spielte und seine plötzliche Bekanntheit durch den Erfolg in der Serie Skam thematisiert wurde.
Neben seiner Tätigkeit als Schauspieler begann Hayes als Musikproduzent und DJ zu arbeiten. Im Jahr 2019 kam mit Where I Belong, eine Zusammenarbeit mit dem Duo Nico & Vinz, seine erste Single heraus. Es folgten weitere Zusammenarbeiten, unter anderem mit dePresno und der Band NorthKid. Im Oktober 2022 gab er die Single Feels Like Home heraus und kündigte zugleich an, eine Pause von der Musik einlegen zu wollen. Hayes nahm an der im Frühjahr 2023 bei TV 2 ausgestrahlten vierten Staffel der Militär-Reality-Show Kompani Lauritzen teil.

## Filmografie
- 2015–2017: Skam (Fernsehserie 21 Folgen)
- 2017: Elven – Fluss aus der Kälte (Fernsehserie, 8 Folgen)
- 2018: Han heter ikke William (Fernsehserie)
- 2022: Aldri voksen (Fernsehserie, 1 Folge)

## Diskografie

### Singles
| Jahr | Titel Album      | Höchstplatzierung, Gesamtwochen, AuszeichnungChartsChartplatzierungen (Jahr, Titel, Album, Platzierungen, Wochen, Auszeichnungen, Anmerkungen) | Anmerkungen     |
| Jahr | Titel Album      | NO | Anmerkungen     |
| ---- | ---------------- | --- | --------------- |
| 2021 | Where I Belong – | NO35 (1 Wo.)NO | mit Nico & Vinz |

Weitere Singles
- 2019: Now Or Never (mit Mugisho)
- 2019: Hvem er hun (Remix, Original Arif)
- 2020: Fuck This Place Up (mit Wiktoria und Famous Dex)
- 2020: When It Comes to Love (mit dePresno)
- 2020: Who Am I (mit Aron Blom)
- 2021: Wasting Love (mit Lovespeake)
- 2021: Better Off
- 2021: Plant (mit Alexander Oscar)
- 2022: Open Road (mit NorthKid)
- 2022: Feels Like Home